# Dione Lucas
Dione Lucas (1909 - 1971) fue una cocinera, empresaria y presentadora británica.
Fue la primera graduada en Le Cordon Bleu. Lucas fue fundamental en el establecimiento de una extensión sin precedentes del famoso Paris Culinary School en Londres en 1930. Trabajo como chef en un hotel de Hamburgo antes de la Segunda Guerra Mundial y escribió sobre haber preparado paloma rellena para Adolf Hitler. Más tarde abrió el restaurante Cordon Bleu y una escuela de cocina en Nueva York. También llevó el restaurante Egg Basket en Bloomingdale's en Nueva York. Su programa de cocina To The Queen's Taste fue retransmitido en la CBS entre 1948 y 1949 desde su restaurante. Tuvo otro programa en la década de los 50.
Dione Lucas fue la primera mujer que tuvo un programa de cocina en televisión. En otro de sus restaurantes de Nueva York, The Gingerman, Lucas ayudó a presentar el omelette al paladar americano.
Puede ser vista como la predecesora y una influencia para Julia Child.
Dione Lucas fue la autora de muchos libros sobre cocina francesa.

La preparación de comida buena es meramente otra expresión de arte, uno de los gozos de los seres civilizados
Dione Lucas

## Libros
- 1947, The Cordon Bleu Cook Book
- 1955, The Dione Lucas Meat and Poultry Cook Book (con Anne Roe Robbins)
- 1955, The Gourmet Cooking School Cookbook
- 1977, The Dione Lucas Book of Natural French Cooking (con Marion y Felipe Alba)
- 1982, The Gourmet Cooking School Cookbook (con Darlene Geis)

### Televisión
- To The Queen's Taste
- The Dione Lucas Cooking Show

"No deseo estropear su apetito por la carne de paloma rellena, pero puede ser que esté interesado en saber que era un gran favorito del Sr. Hitler, que cenó en el hotel a menudo. No tengamos esto en cuenta contra una receta tan buena."
Dione Lucas.